# مبارزة نسائية

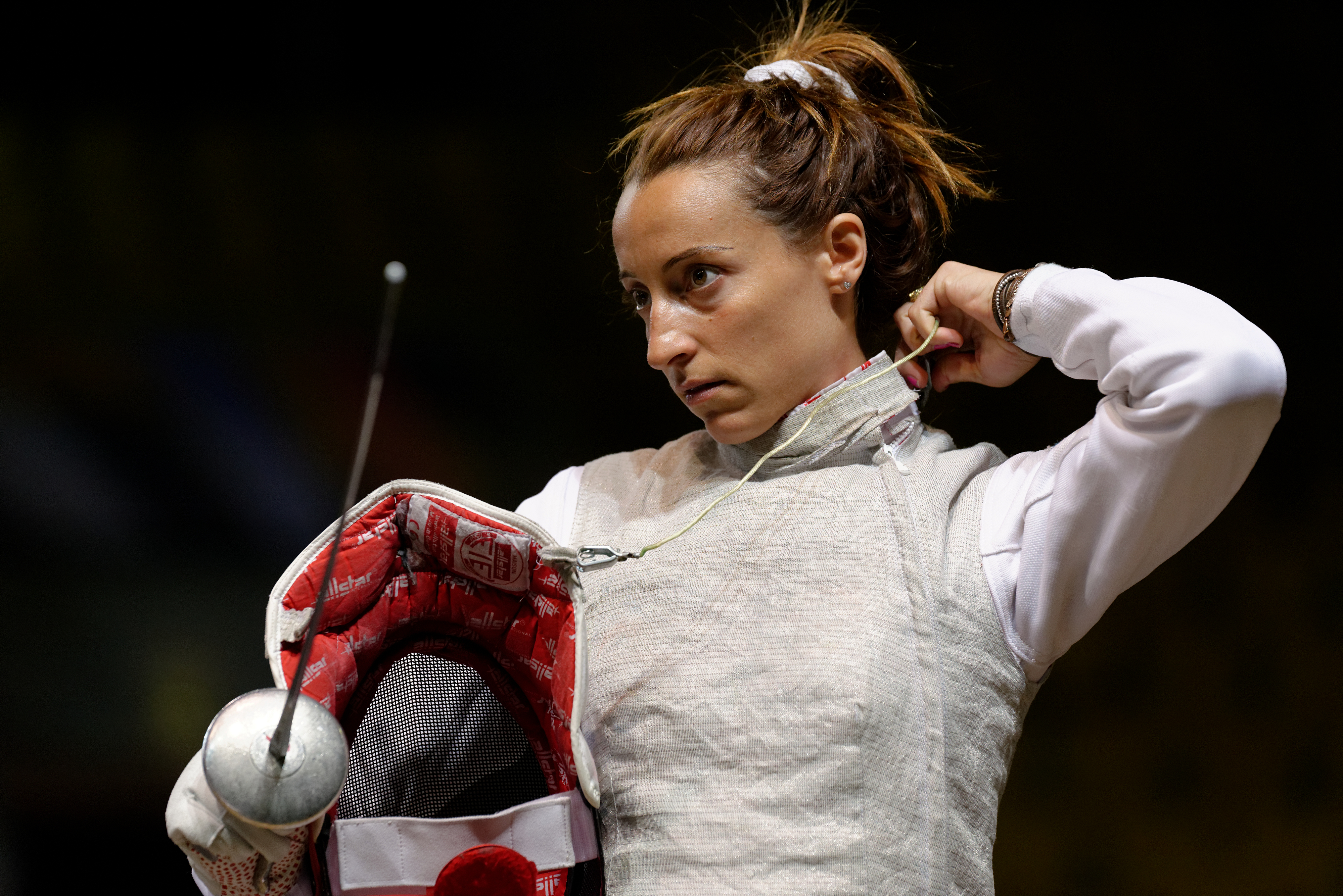
المبارزة الإيطالية إليسا دي فرانسيسكا خلال ممارستها المبارزة.

المبارزة النسائية هي رياضة يتمارس فيها النساء للمبارزة. كانت حاضرة في الألعاب الأولمبية الصيفية منذ أولمبياد 1924 في باريس. ثم كان فويل هو السلاح الوحيد المستخدم لهذه الرياضة وأصبحت الدنماركية إلين أوزييه أول بطلة أولمبية في المبارزة النسائية.

## الفهرس
- الكسندر بيرجيس، المبارزة والنساء، د. بينويست، باريس، 1896(بالفرنسية).
- باولا لويزا مانجياكابرا، تكلفة الطاقة المقارنة للمبارزة النسائية، جامعة إلينوي في أوربانا - شامبين، 1968 [بحاجة لمصدر].
- «تحليل المبارزة النسائية في بلادنا»، تشو يونغشين، صحيفة أنهوي لعلوم الرياضة، عام 2000 .
- شيرين ماكاي، «الجري بالسيوف»: مغامرات وبطل المبارزة الكندي الذي لا يمكن كبته، فيتزهنري ووايتسايد، ماركهام، 2005.
- فالنتينا فيتزالي، وجه غير مغطي، سبيرلينج وكوبفر، ميلان، 2006.[1]
- تييري تيريت، سيسيل أوتوجالي مازاكافالو، النساء في أرض السلاح: صعود المبارزة الدولية للمرأة، المجلة الدولية لتاريخ الرياضة، 2012.